# Choroš brvitý
Choroš brvitý (Polyporus ciliatus) je druh dřevokazné houby z čeledi chorošovité (Polyporaceae). Přítomnost tohoto druhu na listnatých stromech se projevuje jako tzv. bílá hniloba.

## Znaky
Klobouk dorůstá 2–10 cm v průměru, v mládí klenutý, ale v průběhu vývinu se plodnice plošně rozkládá, přičemž se středová část mírně prohlubuje. Okraje jsou podvinuté, poté ostré, nepravidelně zvlněné a znatelně brvité. Pokožka je matný, plstnatý, někdy jemně šupinkatý, u starých plodnic olysává, barvu má žlutou, žlutohnědou, hnědou s šedivým nádechem až okrovou.
Rourky jsou nízké (0,1–0,2 cm), bílé, krémové až žlutavé, ústí mají stejnou barvu jako rourky, u třeně jsou mírně sbíhavé, na klobouku jsou velmi hustě uspořádané. Výtrusný prach je bílý.
Třeň je 2–8 cm dlouhý, válcovitý, plstnatý, matný, špinavě žlutý, hnědošedý až hnědý, povrch je posetý drobnými, hnědými vločkami, které stejně jako na klobouku stářím mizí.
Dužnina je tenká, bílá až krémová, pružná, šťavnatá, stářím tvrdne, výrazná vůně i chuť chybí.

## Užití
Nejedlý druh.

## Ekologie
Od března do podzimu (za příhodných podmínek i po celý rok) roste tento druh choroše velmi hojně na mrtvém dřevě či pařezech listnatých stromů s preferencí buku, olše, břízy, třešně a jeřábu, velmi zřídka jej můžeme najít i na jehličnatých stromech.

## Rozšíření
Výskyt druhu byl popsán v oblastech Evropy a Ruska.

## Galerie

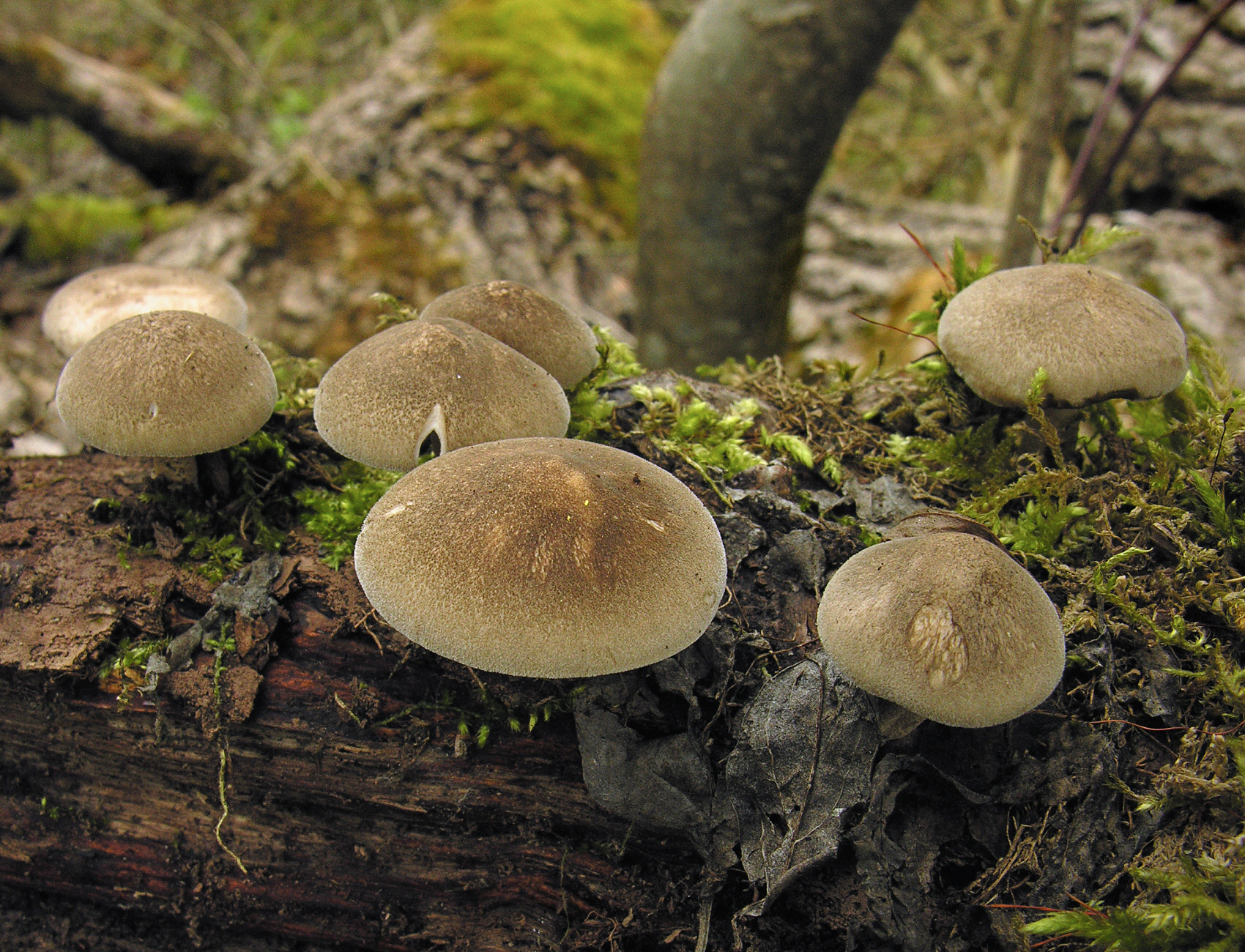
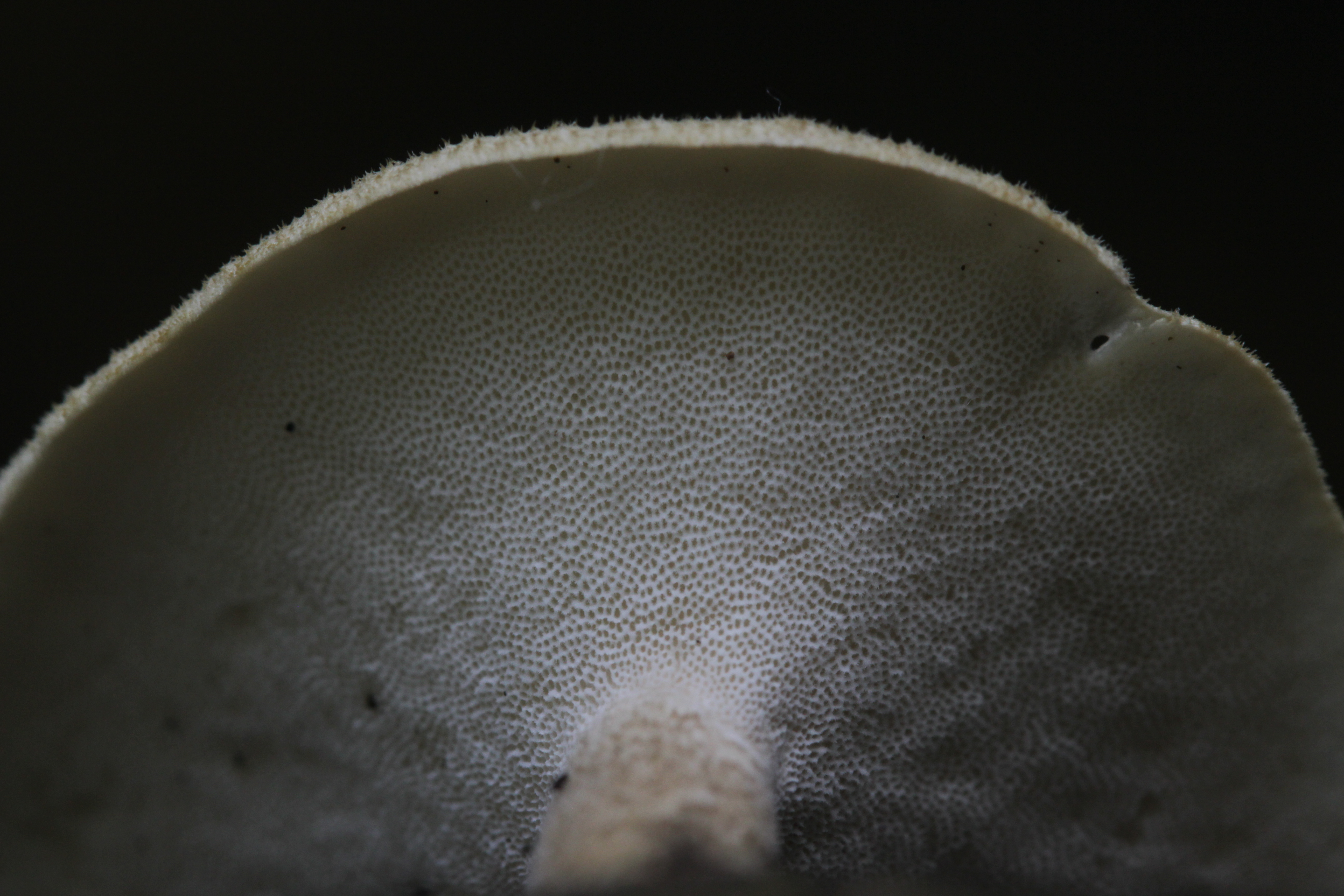
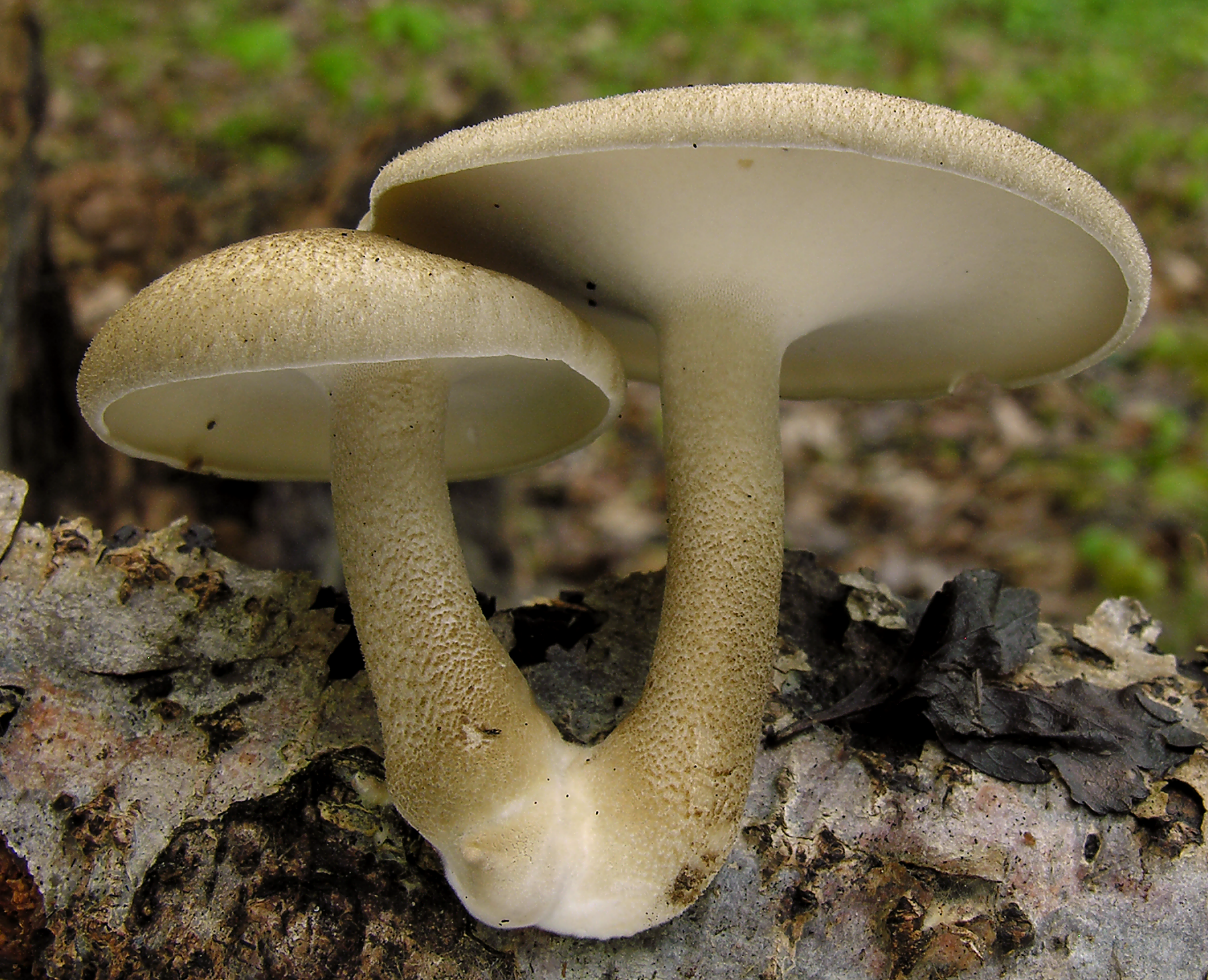
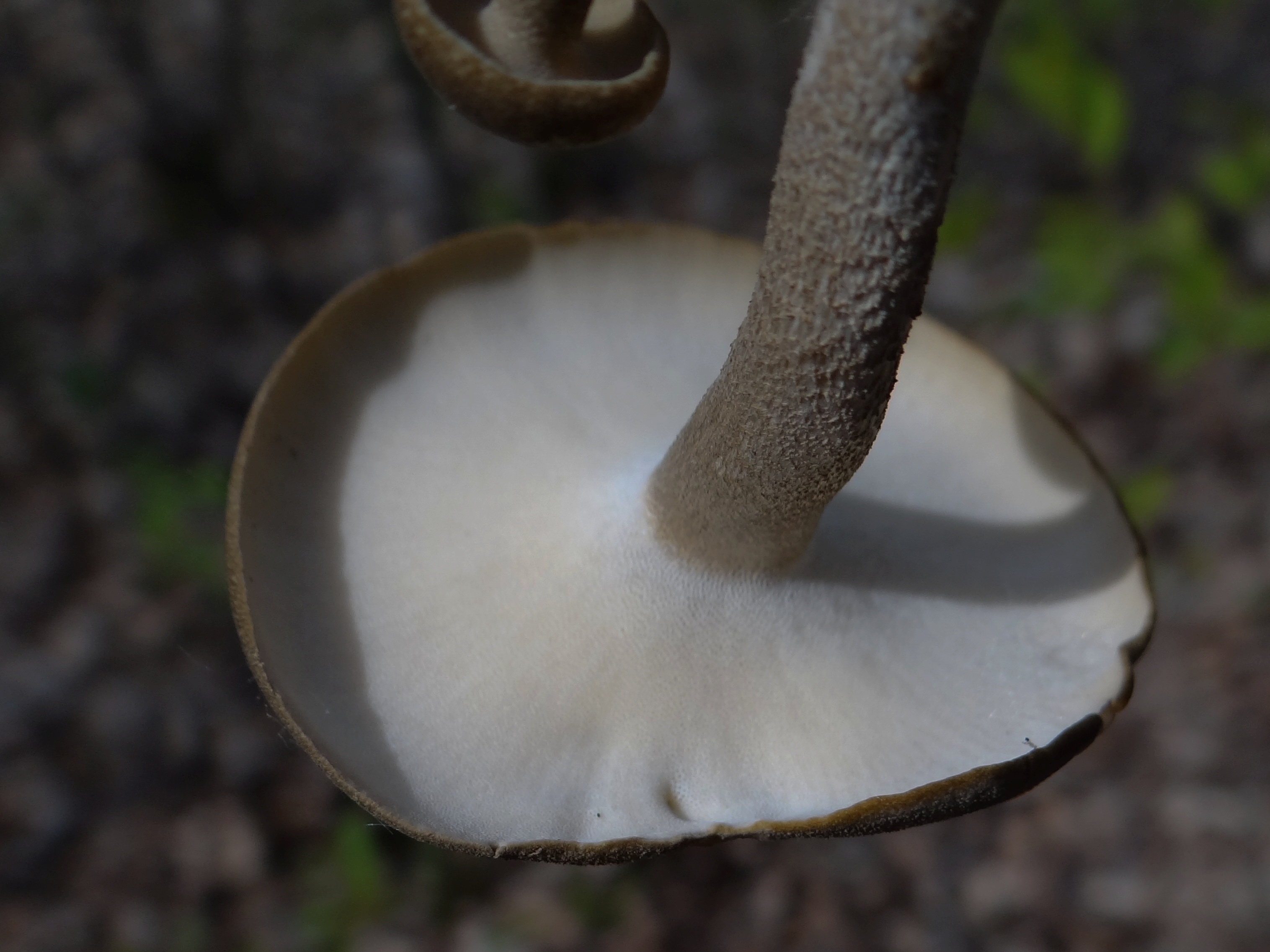

## Možnost záměny
- Choroš plástvový (Polyporus arcularius)
- Choroš poloplástvový (Polyporus brumalis)